# Об'єднана таджицька опозиція
Об’єднана таджицька опозиція (тадж. Иттиҳоди нерӯҳои оппозисиюни тоҷик‎; рос. Объединённая таджикская оппозиция) (ОТО) —  альянс демократичних, націоналістичних та ісламістських сил, які офіційно об’єдналися в 1993 році, після найжорстокішої фази громадянської війни в Таджикистані.
Виступала проти прокомуністичних та урядових сил на чолі з Емомалі Рахмоном.
Об'єднану ТО складали Партія ісламського відродження Таджикистану (ПІВ), Растохез (Відродження), Демократична партія Таджикистану (ДПТ) і Лалі Бадахшан (Рубін Бадакшану). 
Опозиція успішно боролася проти уряду Рахмона, підштовхнувши його до початку переговорів. У 1997 році між урядом Рахмона та ОТО було укладено мирний договір.
Після укладення договору кілька підрозділів опозиції увійшли до складу Таджицької національної армії, ставши одними з її найдосвідченіших підрозділів. 

## Політичні лідери
- Саїд Абдулло Нурі (голова)
- Хаджі Акбар Тураджанзаде
- Мохаммадшаріф Хімматзода
- Давлат Худоназаров
- Ойніхол Бобоназарова
- Джума Ніязов
- Абдунабі Сатторзода
- Отахон Латіфі
- Кеміддін Гозієв
- Файзіддін Імомов
- Хабібулло Сангінов
- Абдурахім Карімов
- Атобек Амірбеков
- Мухаммадалі Фаїзмухаммад
- Мансур Джалілзода
- Мірзомухаммаді Мірзоходієв